# Verbascum chium
Verbascum chium är en flenörtsväxtart som beskrevs av K. H. Rechinger. Verbascum chium ingår i släktet kungsljus, och familjen flenörtsväxter. Inga underarter finns listade i Catalogue of Life.